# Charles Rennie Mackintosh

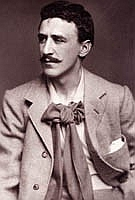
Charles Rennie Mackintosh

Charles Rennie Mackintosh (7. června 1868 Glasgow – 10. prosince 1928 Londýn) byl skotský architekt a designer. Byl hlavním představitelem secese ve Skotsku, kde si vytvořil vlastní dekorativní lineární směr secese. Svým dílem ovlivnil umělce Kolomana Mosera či Josefa Hoffmanna.
Vystudoval v Glasgow a od roku 1889 pracoval ve zdejší firmě John Honeyman a Keppie, které se stal roku 1901 spoluvlastníkem. Společně s dalšími umělci vytvořil uměleckou skupinu známou jako The Four, jež vytvořila mnoho návrhů nábytku, plakátů a kovových předmětů. Jeho ženou byla Margaret MacDonald.

## Dílo
- Hill House, Helensburgh, Velká Británie
- Umělecké škola Glasgow School of Art v Glasgow, Velká Británie
- Windyhill v Kilmacolm, Velká Británie
- nábytek do čajoven na Argyle Street, Ingram Street a pro čajovnu The Willow na Sauchiehall Street v Glasgow, Velká Británie
- mnoho dalších návrhů nábytků a interiérů
- barevný litografický plakát zobrazující ženu, Glasgow Institute of the Fine Arts

## Galerie

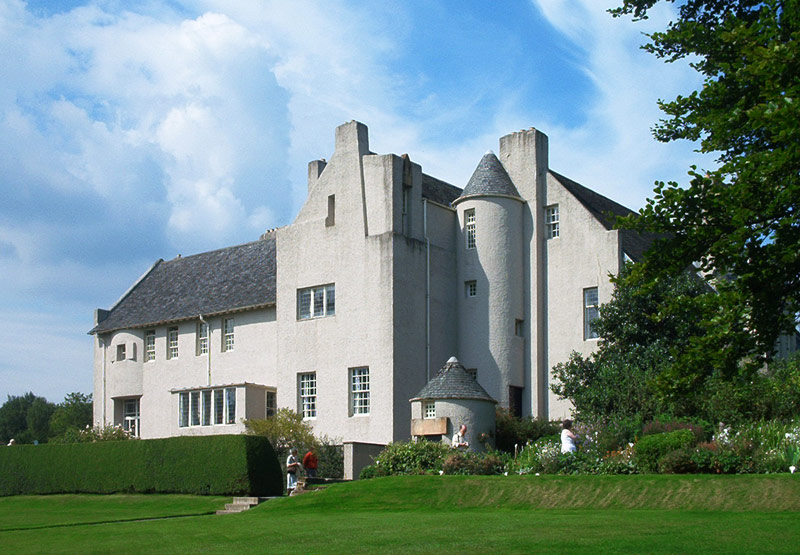
Hill House, Helensburgh, Velká Británie
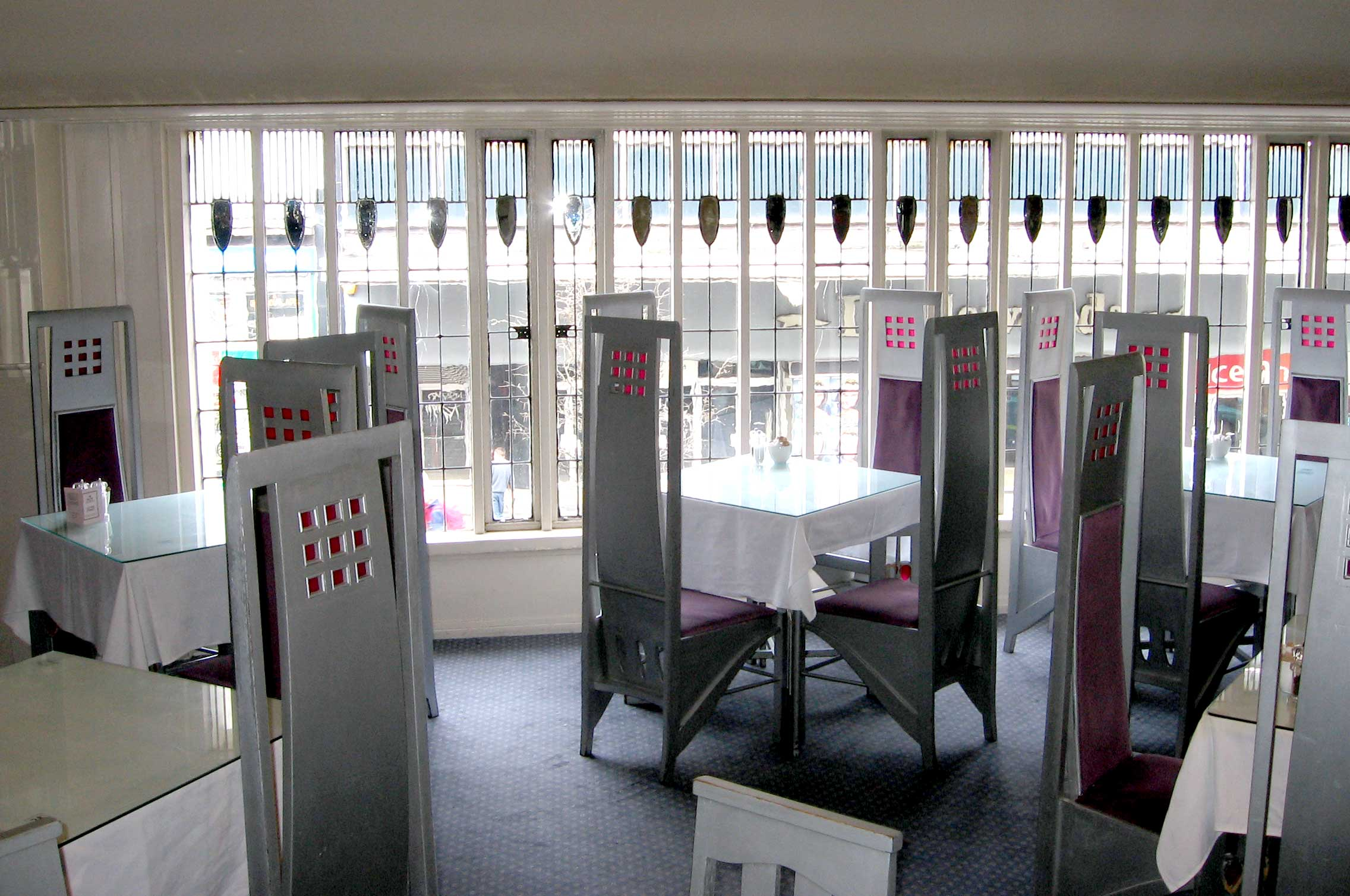
Interiéry čajovny The Willow v Sauchiehall Street, Glasgow
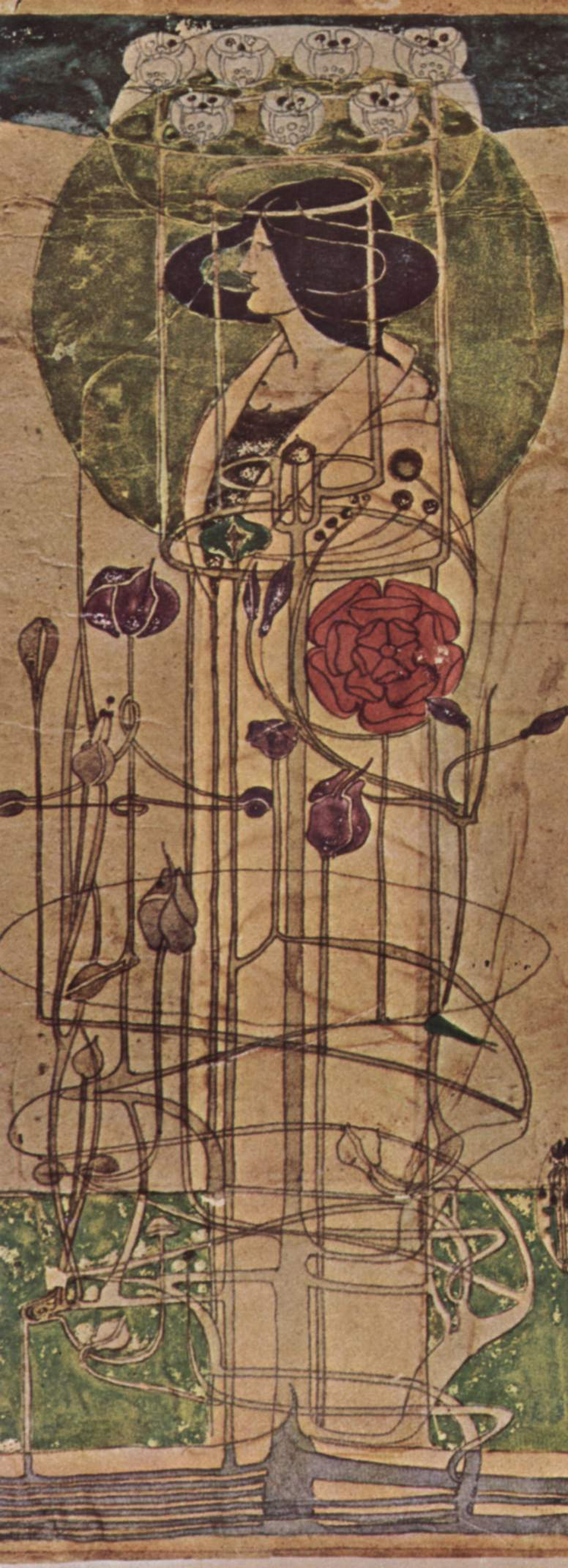
Návrh nástěnné dekorace